# Ardunie Roman Signal Station
Ardunie Roman Signal Station (het Romeinse signaalstation Ardunie) is (de plek van) een Romeinse, eerste-eeuwse uitkijktoren, op de Gask Ridge, zo'n 1,2 kilometer ten noordwesten van Trinity Gask gelegen in de Schotse regio Perth and Kinross. 

## Geschiedenis
Het leger van Agricola legde in de periode 70-80 n.Chr. een weg aan vanaf Camelon via het fort bij Ardoch nabij Braco en het fort bij Strageath nabij Innerpeffray naar het fort Bertha nabij Perth. Deze weg sneed door de Gask Ridge. Langs deze weg werden forten en uitkijkposten aangelegd. In 80 n.Chr. vormde deze weg de meest noordelijke grens van het Romeinse rijk in deze periode. Conceptueel is deze grens te vergelijken met de Muur van Hadrianus en de Muur van Antoninus.
De uitkijktorens waren geplaatst met 0,8 kilometer of 1,5 kilometer tussenruimte, afhankelijk van het uitzicht dat men had vanuit de torens. Tussen Ardoch en Bertha zijn zeventien uitkijktorens geïdentificeerd. Zo'n toren werd vermoedelijk bemand door een klein detachment van een man of vijf, afkomstig van een van de nabijgelegen garnizoenen. Hun taak was meer erop gericht problemen te signaleren, dan de problemen de kop in te drukken.
Deze grens, gevormd door deze weg met forten en uitkijkposten, ook wel Gask Frontier genoemd, werd vermoedelijk opgeheven toen het leger van Agricula zich terugtrok uit Schotland aan het einde van de periode 80-89 n.Chr.
De Ardunie Roman Signal Station werd in juni 1937 door O.G.S. Crawford ontdekt. De (plaats van de) uitkijktoren is nog niet archeologisch onderzocht.

## Bouw
De Ardunie Roman Signal Station is gelegen langs een bospad dat de oude Romeinse weg volgt. Dit bospad sluit na 1,3 kilometer oostwaarts gegaan te zijn aan op de weg van Trinity Gask naar Madderty.
De uitkijkpost bevond zich op een min of meer ronde verhoging, omringd door een greppel en een aarden bank. In de 21e eeuw is de greppel nog zichtbaar, de interne verhoging is moeilijker te onderscheiden. De greppel was in 1967 nog 0,4 meter diep. De greppel wordt overbrugd door een aarden weg aan de noordzijde. Het omsloten deel is twaalf meter in diameter. Hier stond een houten wachttoren van vier bij vier meter, rustend op vier grote palen. De gaten waarin de palen stonden zijn onmiskenbaar aanwezig. Hoe de toren eruitzag is moeilijk te bepalen, de beste aanwijzingen hiervoor zijn te vinden op de Zuil van Trajanus in Rome, waarop vergelijkbare torens van twee verdiepingen zijn afgebeeld die gebouwd werden in de oorlogen met Dacië, thans deel van de Balkan.

## Beheer
Het Ardunie Roman Signal Station wordt beheerd door Historic Environment Scotland, net als het Muir o'Fauld Roman Signal Station.